# Pan Batignole
Pan Batignole (v originále Monsieur Batignole) je francouzský hraný film z roku 2002, který režíroval Gérard Jugnot podle vlastního scénáře. Snímek měl premiéru ve Francii a Belgii dne 6. března 2002.

## Děj
V roce 1942 v okupované Paříži je Edmond Batignole obyčejným řezníkem. Jeho dcera je zasnoubená s Pierrem-Jeanem Lamourem, netalentovaným dramatikem a nechvalně známým kolaborantem. Jednoho večera se ale u Edmonda objeví Simon Bernstein, židovské dítě, a požádá ho o úkryt. Jeho rodinu před několika dny zatkla francouzská policie, protože ji udal Jean-Pierre.

## Obsazení
| Gérard Jugnot        | Edmond Batignole               |
| Jules Sitruk         | Simon Bernstein                |
| Jean-Paul Rouve      | Pierre-Jean Lamour             |
| Michèle Garcia       | Marguerite Batignole           |
| Alexia Portal        | Micheline Batignole            |
| Götz Bürger          | důstojník SS Spreich           |
| Damien Jouillerot    | Martin                         |
| Daphné Baiwir        | Guila Cohen                    |
| Sam Karmann          | Max Bernstein                  |
| Ticky Holgado        | Lucien Morel                   |
| Élisabeth Commelin   | Irène                          |
| Sylvie Herbert       | správcová Cohenů na Montmartru |
| Hubert Saint-Macary  | poručík četnictva              |
| Daniel Martin        | brigádník Albert               |
| Philippe du Janerand | René, úředník                  |
| Michel Dodane        | cestující ve vlaku             |
| Karina Marimon       | cestující ve vlaku             |
| Marie-Gaëlle Cals    | Edwige                         |
| Éric Civanyan        | galerista                      |
| Wolfgang Pissors     | člen SS                        |
| Nadine Spinoza       | Rachel Bernstein               |
| Yves Lavandier       | Léon Batignole                 |
| Arthur Jugnot        | Arthur                         |
| Jean-Marie Winling   | Sacha Guitry                   |
| Thierry Heckendorn   | komisař                        |
| Marie-Hélène Lentini | Madame Taillepied              |

## Ocenění
- César: nejslibnější herec (Jean-Paul Rouve)